# Gauscelin de Jean
Gauscelin de Jean (* in Cahors; † 3. August 1348 in Avignon) war ein Kardinal der Römischen Kirche.

## Leben

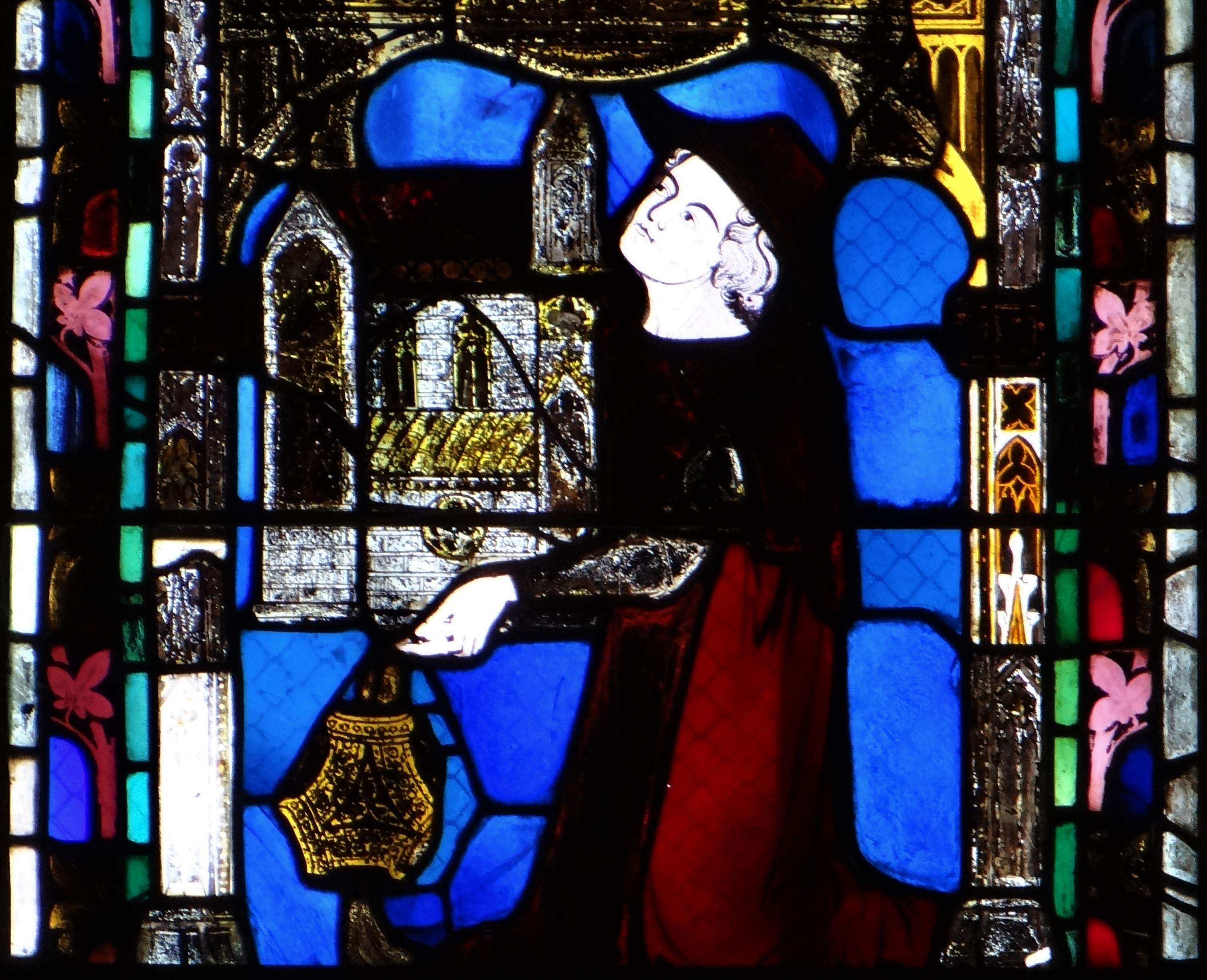
Kardinal Gauscelin de Jean als Stifter (Fenster in der Kirche Saint-Pierre-les-Liens in Les Junies)

Er war der Sohn des Bertrand de Jean und der Marguerite Duèse aus der Familie der Herren von Saint-Félix en Quercy, einer Schwester von Papst Johannes XXII.
Seit 1312 Domherr des Metropolitankapitels zu Reims, wurde er von seinem Onkel Papst Johannes XXII. am 17. Dezember 1316 zum Kardinalpriester mit der Titelkirche Santi Marcellino e Pietro erhoben. 1317 wurde er Erzdiakon von Northampton und Vizekanzler der Römischen Kirche. Auch war er seit 1317 Schatzmeister von Lichfield. Gemeinsam mit Kardinal Luca Fieschi wurde er 1317 Päpstlicher Legat für England, Schottland und Irland, wo er einen Frieden zwischen den Königreichen vermitteln konnte. Seit 1317 Präbendar von Driffield und Louth, wurde er 1319 Päpstlicher Legat in Frankreich. Hier konnte er einen Frieden zwischen Frankreich und Flandern vermitteln, welche bereits 20 Jahre lang im Krieg lagen.
Seit dem 18. Dezember 1327 Kardinalbischof von Albano, wurde er 1332 Großpönitentiar der Katholischen Kirche. Er nahm am Konklave von 1334, nicht jedoch am Konklave von 1342 teil.